# Robert Meservey
Robert Meservey (* 21. April 1921 in Hanover, New Hampshire; † 18. Juni 2013 in Cambridge, Massachusetts) war ein US-amerikanischer Physiker, der sich mit Festkörperphysik beschäftigte.

## Werdegang
Meservey studierte am Dartmouth College (Bachelor 1943), war danach von 1945 bis 1955 als Physiker im Engineering and Research Development Laboratory der US-Army (unterbrochen von einer Phase 1946 bis 1951, als er als selbständiger Architekturfotograf arbeitete), wo er an Infrarotsichtgeräten arbeitete, und 1955 bis 1960 als Berater bei PerkinElmer und wurde 1961 an der Yale University promoviert (mit einer Arbeit über Versuche mit flüssigem Helium). Danach war er am Lincoln Laboratory des Massachusetts Institute of Technology und ab 1963 am Francis Bitter Magnetic Laboratory des MIT, wo er Senior Scientist und Gruppenleiter wurde. 1994 ging er in den Ruhestand und war danach als Gastwissenschaftler am Labor.
2009 erhielt er mit Jagadeesh Moodera, Paul Tedrow (beide ebenfalls am MIT) und Terunobu Miyazaki den Oliver E. Buckley Condensed Matter Prize für ihre Pionierarbeiten in der Spintronik. Er untersuchte mit Tedrow Tunneln zwischen Supraleitern unter dem Einfluss magnetischer Felder, was auch 1970 zur Entdeckung des spin-polarisierten Tunnelns von Elektronen führte. 
Er war Fellow der American Physical Society.